# Thorleif Holbye
Thorleif H. Holbye (* 29. April 1883 in Oslo; † 19. Oktober 1959 ebenda) war ein norwegischer Segler.

## Erfolge
Thorleif Holbye, Mitglied des Kongelig Norsk Seilforening, wurde 1920 in Antwerpen bei den Olympischen Spielen in der 8-Meter-Klasse nach der International Rule von 1907 Olympiasieger. Er war Crewmitglied der Irene, die als einziges Boot seiner Klasse teilnahm. Der Irene, deren Crew außerdem aus Alf Jacobsen, Kristoffer Olsen und Tellef Wagle bestand, genügte mangels Konkurrenz in zwei Wettfahrten jeweils das Erreichen des Ziels zum Gewinn der Goldmedaille. Skipper des Bootes war Carl Ringvold senior.